# Sing-Sing (film)
Sing-Sing è un film del 1971, diretto dal regista Barbet Schroeder.